# 吳梅
吳梅（1884年9月11日—1939年3月17日），字瞿安，号霜厓，別署癯安、逋飛和厓叟，中國近代教育家及作家，更以其戲曲理論而出名。他是最早把昆曲帶入中國大學成為正式科目者。

## 生平
吳梅在光緒十年七月二十二日（1884年9月11日）出生於江蘇蘇州府長洲縣（今苏州市）的一個破落仕宦之家。 曾祖父吳鍾駿，字崧甫，道光十二年狀元及第，入翰林院，官至禮部左侍郎。祖父吳清彥，字小舫，官至刑部員外郎。父親吳國榛，字聲孫，精通詩詞、文獻、戲曲，1887年去世之時年僅二十二歲，吳梅當時年僅三歲。八歲時，過繼給遠房叔祖吳長祥（字吉雲）爲嗣孫。十歲時，母親陸氏去世，開始跟隨吳長祥生活。
十二歲時從潘霞客（字少霞）開始讀書考取功名，十八歲即以第一名補長洲縣學生員，然此後兩度鄉試落第，自此摒棄科舉之念。百日維新失敗後，曾寫《血飛花》悼念戊戌六君子。 光緒二十九年（1903年）前往上海的東文學社學習日語。光緒三十一年秋受聘於東吳大學，兩年後應柳亞子之約，加入文學團體神交社，宣統二年（1910年）開始先後在蘇州存古學堂、南京第四師範等中學擔任教師。1912年曾加入南社。
1917年蔡元培看到了吳梅所寫的在《顾曲麈谈》等文章後，聘請他到北京大学擔任教授、昆曲組導師，梅兰芳、韩世昌等曾是他的學生，一度被當做北大校歌的《北大二十周年纪念歌》和《正宫锦缠道·示北雍诸生》也是由吳梅來譜曲作詞的。 1922年秋應國立東南大学（後更名國立中央大學、南京大學）国文系主任陈中凡之邀，举家搬到南京大石桥，擔任東大教授。在此期間與學生們成立研究戲曲的“潛社”。 此外他也曾在广州中山大學、南京中央大學、上海光華大學任教，并曾兼课金陵大學。
七七事變發生之後，他在當年9月12日携家人离苏州，後輾轉於武漢、湘潭、桂林、昆明等地，1939年1月11日與家人從昆明乘汽車兼步行前往雲南大姚李旗屯，同年3月17日在大姚因喉病复发而病逝。
吳梅去世後，國民政府頒佈褒揚令，表彰他的貢獻。褒揚令全文爲：

國立中央大學教授吳梅，持志耿介，志高行潔。早歲即精研音律，得其深奧。時以革命思想，寓於文字，播爲聲樂。嗣膺各大學教席，著述不輟，於倡聲之學，多所闡發。匪獨有功藝苑，抑且超軼前賢。茲聞溘逝，憚惜殊深。應予明令褒揚，並特給卹金三千元，以彰宿學，而勵來茲。此令。

## 成就
吳梅以其在戲曲創作、研究與教學出名，被譽爲“近代著、度、演、藏各色俱全之曲學大師”。其所作的傳奇有《風動山》、《綠窗怨記》、《東海記》、《血飛花》（未刊行）、《義士記》（未刊行）五部，雜劇有《軒亭秋》、《暖香樓》、《湘真閣》、《落茵記》、《雙淚碑》、《無價寶》、《惆悵爨》七部。此外還有《中國戲曲概論》等大量戲曲論著存世。
吳梅在當時的文学界享有盛名，是朱自清、田汉、郑振铎、齐燕铭、梅兰芳、俞振飞等人的老師。1993年，中国文联、中国戏剧家协会在其故鄉苏州召舉辦了“吴梅诞生100周年学术讨论会”。

### 著作
- 《詞餘講義》
- 《南北詞簡譜》
- 《元劇研究ABC》
- 《曲学通论》
- 《中国戏曲概论》
- 《元剧研究》
- 《南北词谱》
- 《奢摩他室曲叢》
- 《霜厓詩錄》
- 《霜厓詞錄》
- 《遼金元文學史》
- 《文錄》（未刊行）
- 《霜厓曲錄》
- 《霜厓讀畫錄》

### 家庭
夫人為鄒福偉（鄒福保從堂弟）女鄒瑞華。有四子吳羹堯、吳汸玉、吳良士及吳懷孟。

## 擴展閱讀
- 王衛民，《吳梅戲曲論文集》，1983年，中國戲劇出版社